# PDP-8

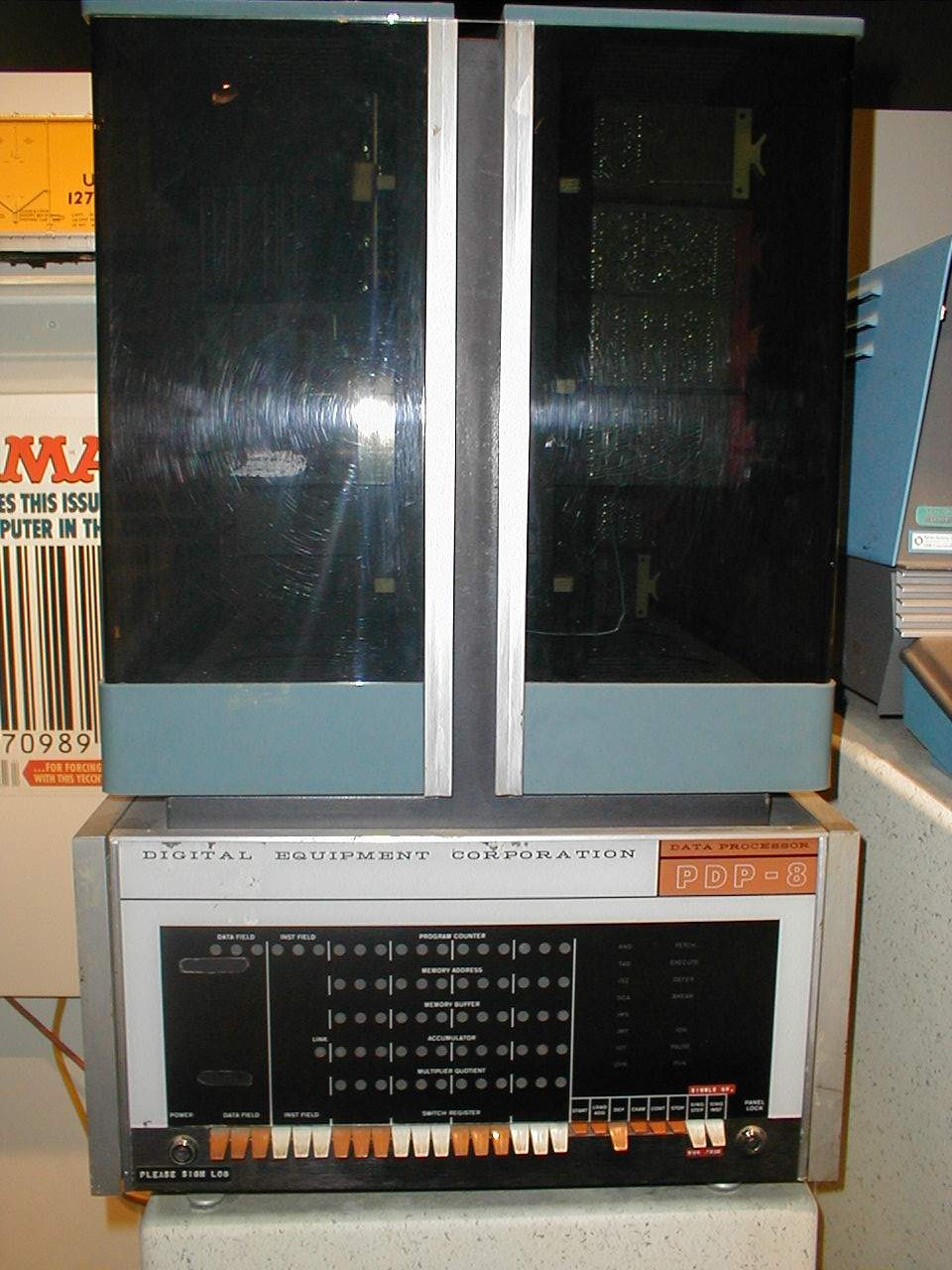
PDP-8

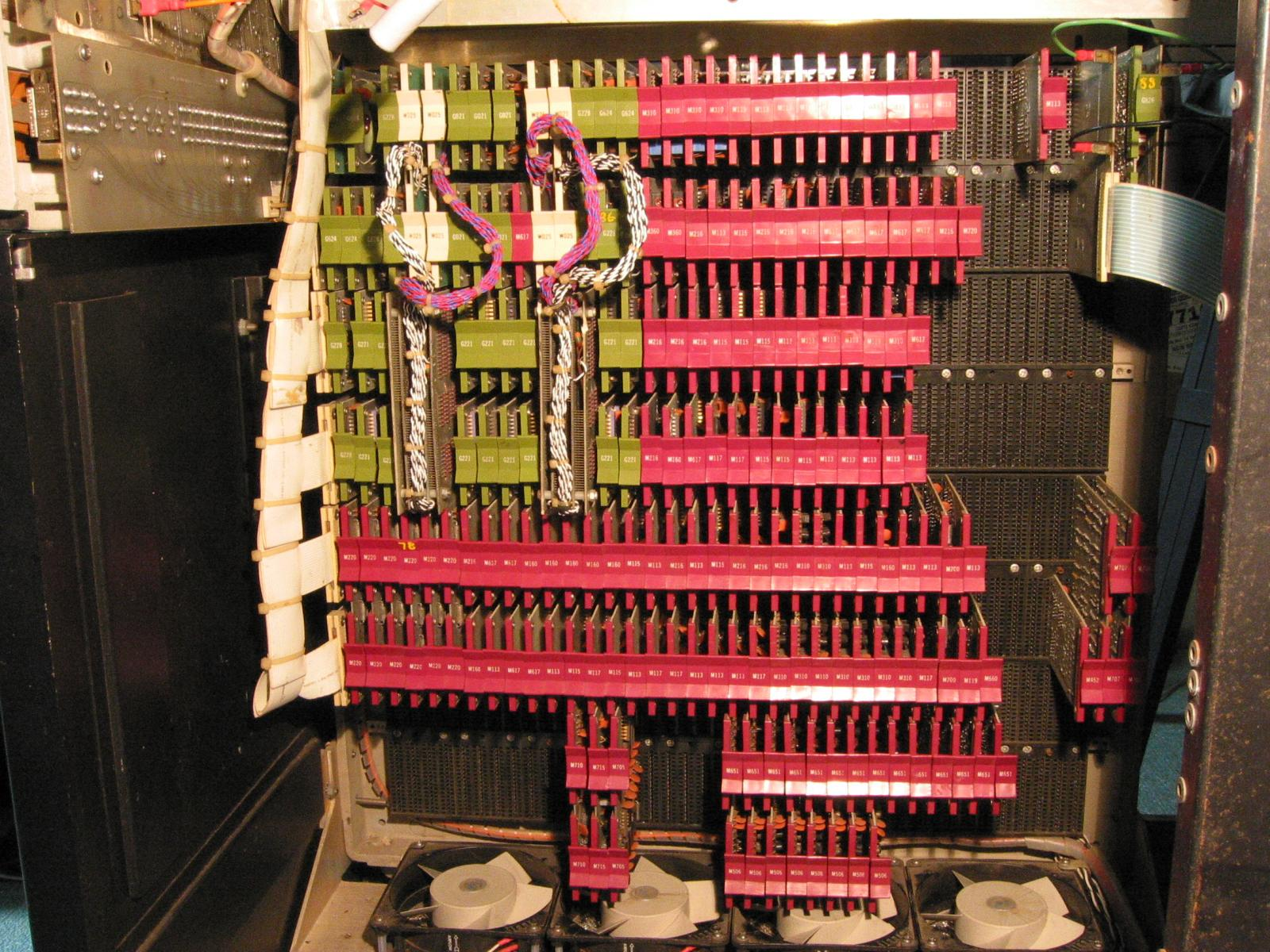
Стійка центрального процесора, вид з середини

PDP-8 — перший успішний комерційний мінікомп'ютер, що вироблявся корпорацією Digital Equipment Corporation (DEC) в 1960-х роках. DEC представила його 22 березня 1965 року і продала понад 50 000 штук, це була найбільша кількість комп'ютерів для того часу. PDP-8 став першим комп'ютером серії DEC PDP що масово продавався (PDP-5 був комп'ютером для вирішення специфічних завдань).
Рання модель PDP-8 (неофіційно називалася «Straight-8») була побудована на діод-транзисторній логіці, розміщеній на картах Flip Chip, і досягала розмірів холодильника.
Наступна модель PDP-8/s була призначена для "настільного" використання. Вона була меншою за розміром, менш дорогою, але і значно повільнішою машиною.
Системи середнього класу (PDP-8/I, /L, /E, /F, /M і /A) були досить продуктивними, при цьому використовували дешевшу транзисторно-транзисторну логіку MSI. Більшість збережених до наших днів машин відносяться саме до них. Найбільш широко застосовувався PDP-8/E як комп'ютер загального призначення.
У 1975 ранні персональні комп'ютери, засновані на недорогих мікропроцесорах, такі як MITS Altair та Apple II, стали домінувати на ринку невеликих комп'ютерів загального призначення.
Остання модель PDP-8 була випущена в 1979 році і називалася «CMOS-8s», тому що використовувала мікропроцесори КМОН (англ. CMOS). Вона мала неконкурентоспроможну ціну, і проект провалився.